# Oldsmobile Alero
Oldsmobile Alero — среднеразмерный автомобиль, выпускавшийся с апреля 1998 по 29 апреля 2004 года подразделением Oldsmobile компании General Motors.

## История
Oldsmobile Alero был разработан в 1997 году. Выпуск начался в апреле 1998 года, а продажи — в 1999 году. Внешний вид выполнен в стиле бутылки Кока-Колы.
Alero продавался в кузове четырёхдверный седан или двухдверное купе. Шасси и многие детали автомобиль разделял с Pontiac Grand Am. Все Alero выпускались в комплектациях GX, среднего уровня GL (1, 2, 3) или высокого класса GLS.
С 1999 по 2001 год Alero также продавался в некоторых странах Европы и Израиля под названием Chevrolet Alero в кузове седан. Эмблемы Chevrolet были расположены на радиаторной решётке и задней части. В Европе, Израиле и Канаде на смену пришли Chevrolet Evanda/Epica.

## Двигатели
| Годы производства | Двигатель           | Мощность            | Крутящий момент |
| ----------------- | ------------------- | ------------------- | --------------- |
| 2002—2004         | 2.2 L Ecotec L61 I4 | 140 л. с. (103 кВт) | 203 Н⋅м         |
| 1999—2001         | 2.4 L LD9 I4        | 150 л. с. (110 кВт) | 210 Н⋅м         |
| 1999—2004         | 3.4 L LA1 V6        | 170 л. с. (125 кВт) | 271 Н⋅м         |

## Галерея

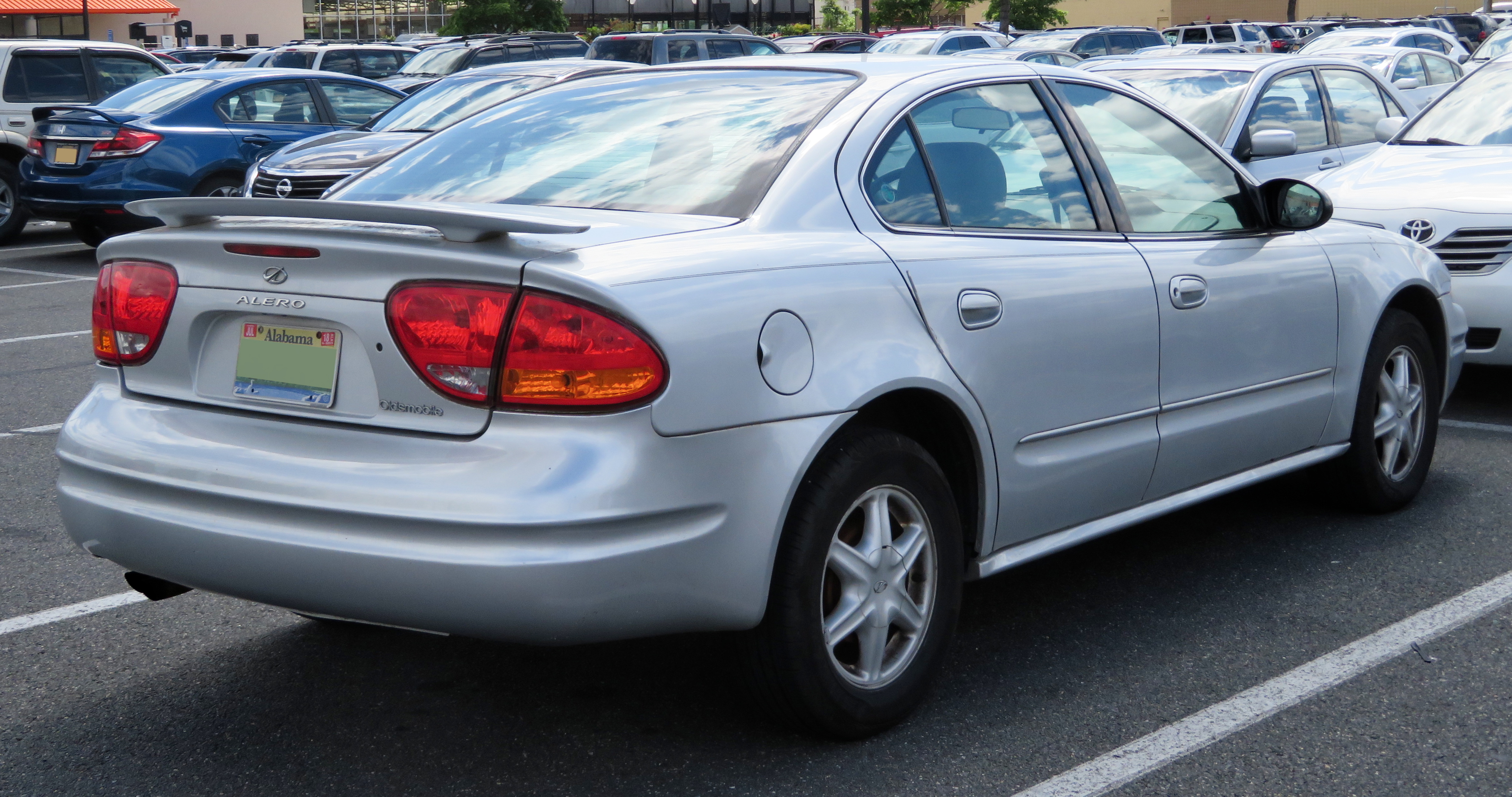
Вид сзади
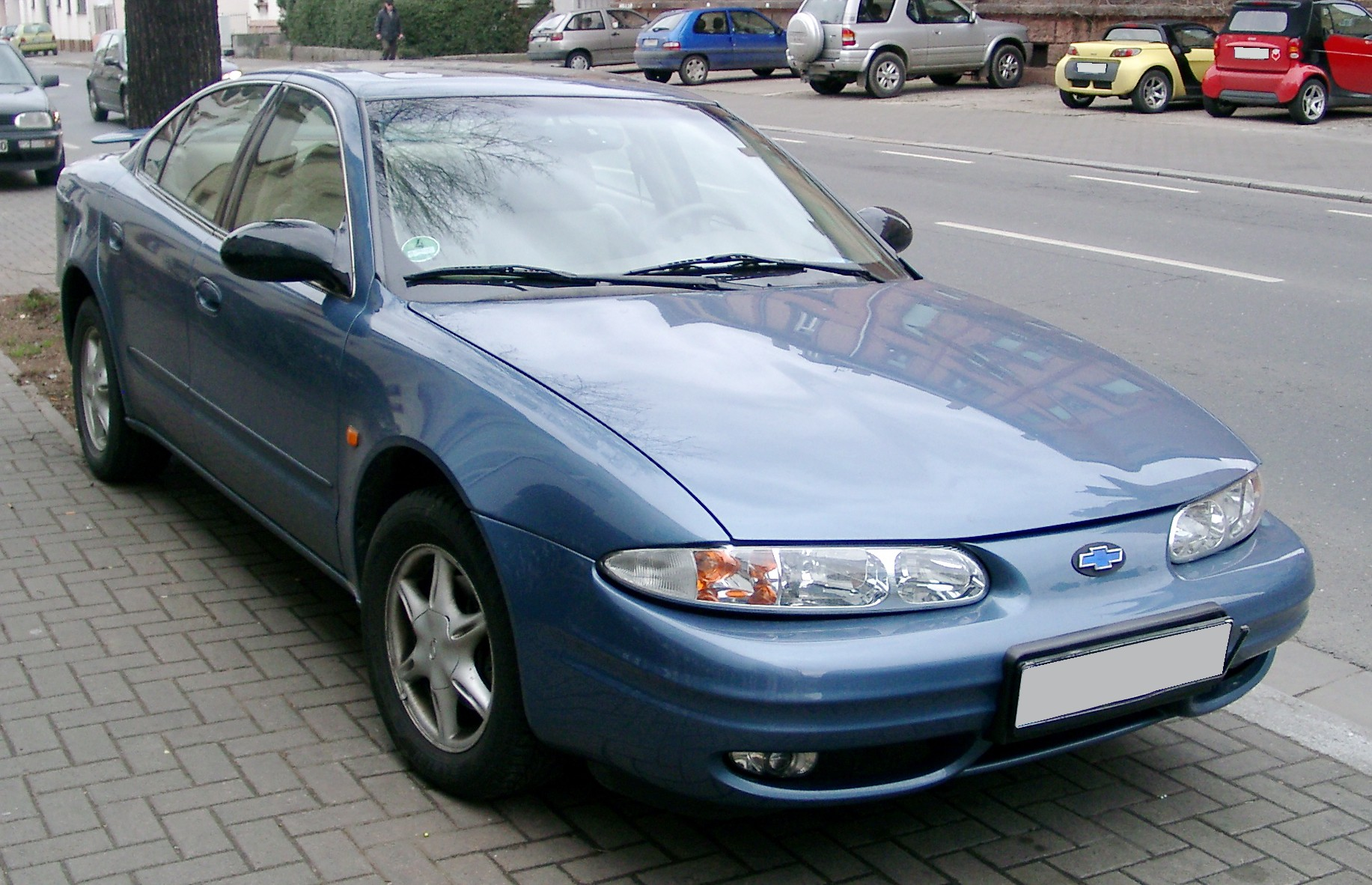
Chevrolet Alero
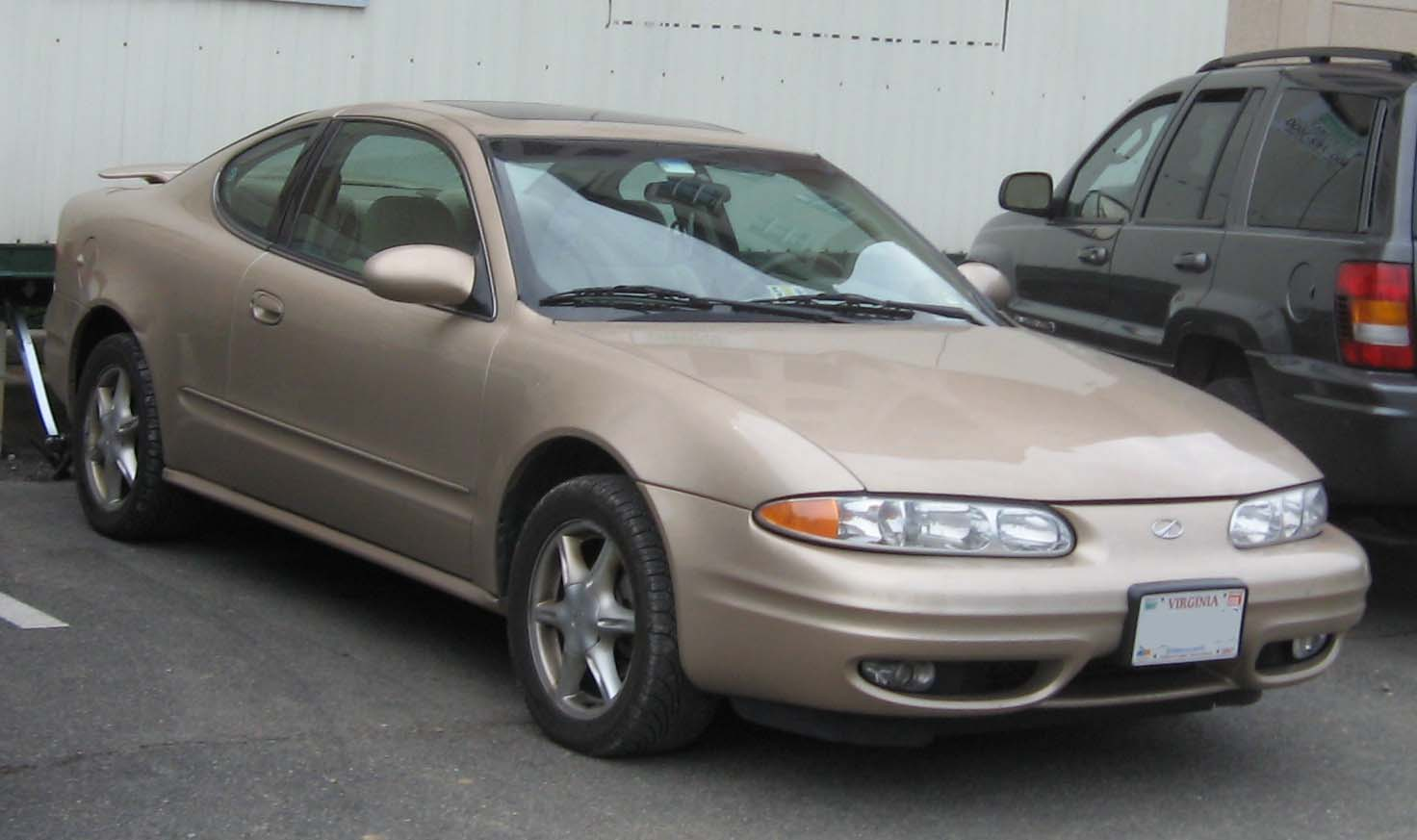
Купе
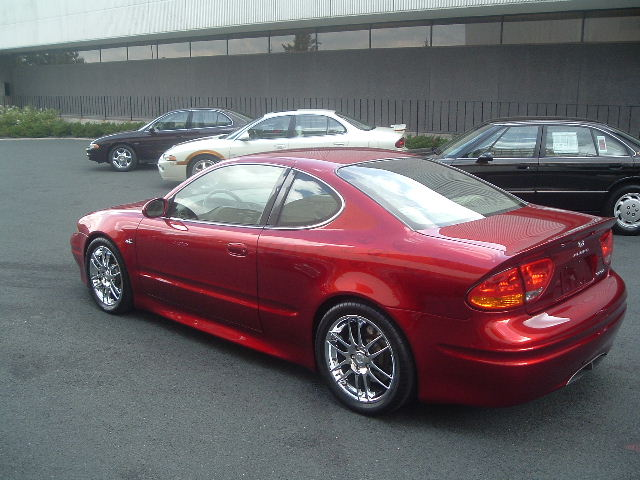
Oldsmobile Alero OSV

## Продажи
| Год  | Продано |
| ---- | ------- |
| 1999 | 142,242 |
| 2000 | 137,140 |
| 2001 | 129,726 |
| 2002 | 98,979  |
| 2003 | 109,773 |
| 2004 | 79,796  |